# 西里西亞戰爭
18世纪中期，腓特烈二世（史称腓特烈大帝）带领普鲁士与女大公玛丽亚·特蕾西娅领导的奥地利爆发三场西里西亚战争（德語：Schlesische Kriege），争夺中欧西里西亞地区（今波兰西南部）主权。第一和第二次西里西亚战争隶属奥地利领地继承权战争，普鲁士与他国结盟，力图夺取奥地利领土。第三次西里西亚战争属七年战争，奥地利带领盟国企图瓜分普鲁士。
三场战争都没有直接导火索，普鲁士以数百年前王朝拥有部分西里西亚充当战争借口，现实政治和地缘战略因素也是战争爆发的重要原因。玛丽亚·特蕾西娅凭借《1713年国事诏书》继承哈布斯堡君主國统治权引发争议，为普鲁士增强实力对抗萨克森和巴伐利亚等竞争对手创造条件。
历史学家普遍认为三场战争都以普鲁士胜利告终，其中第一次就导致奥地利向普鲁士割让绝大部分西里西亚。普鲁士经过三次西里西亚战争成长为欧洲新大国，是日耳曼占领先地位的新教国家。奥地利身为天主教强国面对日耳曼小国却一败再败，严重打击哈布斯堡王朝声望。三次战争令奥地利－普鲁士对抗愈加不可调和，改变此后一个多世纪的日耳曼政治走向，最后在1866年普奥战争达到高潮。

## 背景

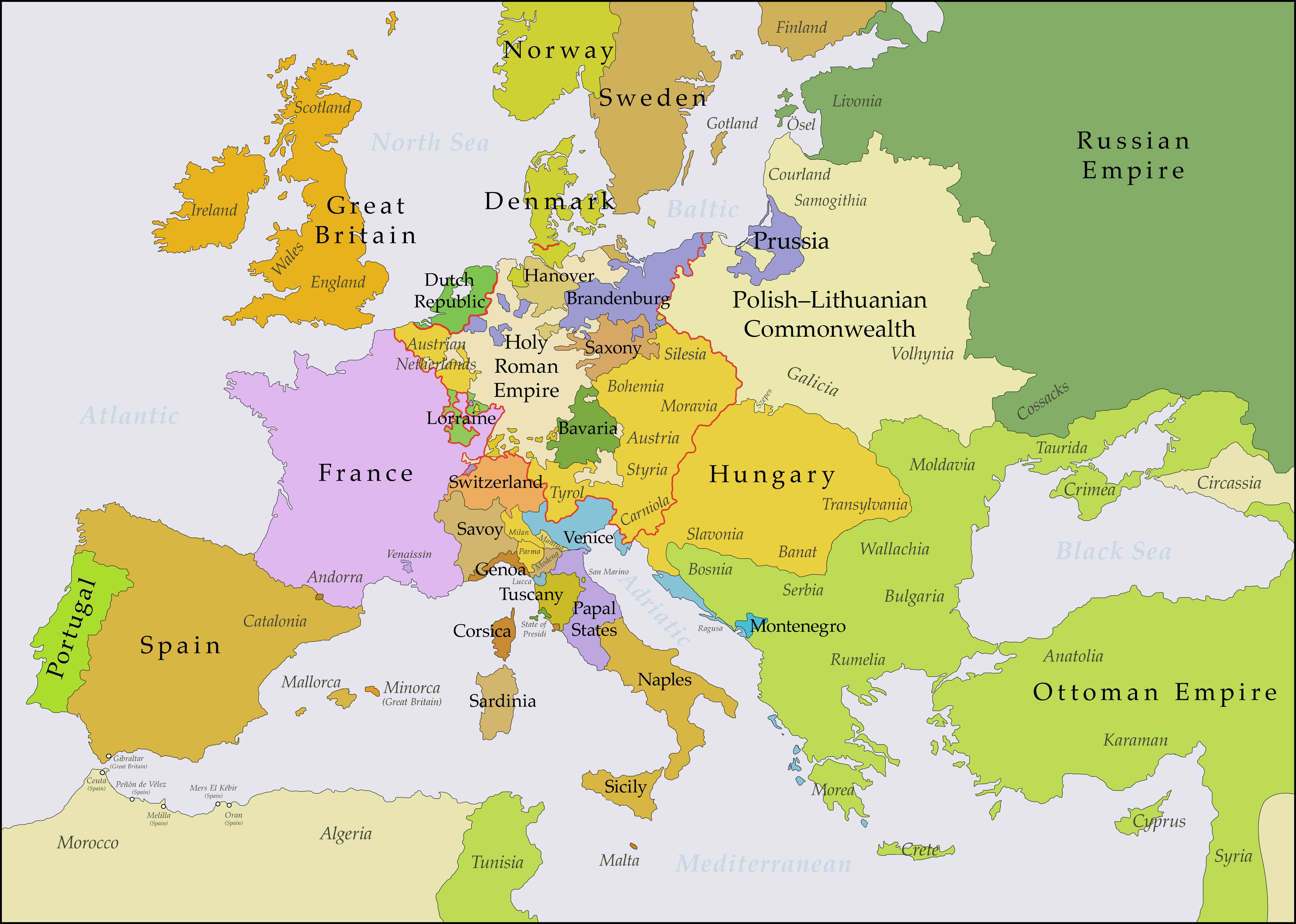
《1738年维也纳条约》签署后的欧洲，勃兰登堡－普鲁士紫色，哈布斯堡君主國金色

18世纪初，统治勃兰登堡－普鲁士的霍亨索伦王朝宣称对哈布斯堡王朝西里西亞众多公国拥有主权，西里西亚人口稠密、经济繁荣，与普鲁士位于勃蘭登堡侯國的核心领土接壤。西里西亚为王国统治提供丰富的税收、工业产出（特别是矿业）和兵源，而且战略位置非常重要。奧得河上游河谷在勃兰登堡侯国、波希米亞王國与摩拉维亚侯国间形成天然军事通道，占领当地就能威胁邻国。西里西亚还是神圣罗马帝国的东北边界，控制这里就能限制波兰立陶宛联邦与俄罗斯帝国对日耳曼地区的影响。

### 勃兰登堡－普鲁士的领土主张
1537年，皮亚斯特王朝的西里西亚公爵弗里德里克二世·莱格尼察与霍亨索伦王朝的勃兰登堡选侯約阿希姆二世·赫克托尔签署条约，承诺如果西里西亚的皮亚斯特王朝绝嗣，莱格尼察公国、沃武夫与布熱格公國就划归勃兰登堡侯国的霍亨索伦王朝。不过，哈布斯堡王朝的波希米亚国王费迪南德一世（西里西亚封建领主）不接受上述条约，向霍亨索伦王朝施压要求废除，但条约仍是勃兰登堡－普鲁士领土主张的重要理由。1603年，勃兰登堡选侯约阿希姆·弗里德里希从堂叔祖勃兰登堡-安斯巴赫边疆伯爵格奥尔格·弗里德里希一世名下继承西里西亚雅格恩多夫公国，任命次子约翰·格奥尔格任公爵。
1618年波希米亚起义后三十年戰爭爆发，约翰·格奥尔格联合波希米亚各等级反抗信仰天主教的神聖羅馬皇帝费迪南德二世统治。1621年天主教势力赢得白山战役后，费迪南德二世吞并雅格恩多夫公国，约翰·格奥尔格去世后也拒绝把公国归还公爵继承人，但勃兰登堡的霍亨索伦王朝仍然自称雅格恩多夫公国合法政权。1675年，“大选侯”弗里德里希·威廉宣称，利格尼茨公爵格奥尔格·威廉去世后，莱格尼察、沃武夫与布热格公国应划归勃兰登堡侯国，但哈布斯堡王朝的皇帝没有理睬，土地归皇帝所有。
1685年，奧地利大公國投身大土耳其战争，皇帝利奥波德一世将西里西亚飛地施威布斯控制权送给“大选侯”弗里德里希·威廉，换取对方放弃霍亨索伦王朝对西里西亚的领土主张，同时提供军事援助对抗土耳其人。“大选侯”之子勃兰登堡选侯弗里德里希三世即位后，利奥波德一世在1694年重新占领施威布斯，声称这片领土只是送给“大选侯”，弗里德里希·威廉去世后就能收回。弗里德里希三世还是親王时曾私下同意利奥波德一世收回施威布斯，以此偿还欠下利奥波德一世的部分债务，但即位后他拒绝上述约定，重申霍亨索伦王朝对雅格恩多夫公国领土和西里西亚皮亚斯特王朝遗产的主张。

### 奥地利领地继承权战争

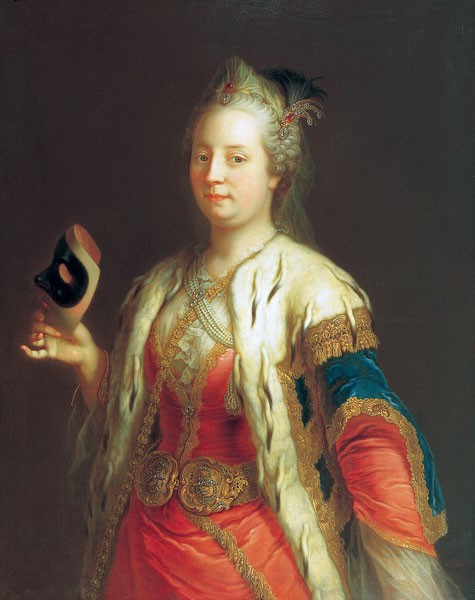
马丁·范·梅滕斯约1744年左右创作的奥地利女大公玛丽亚·特蕾西娅像

父祖两代人死后，霍亨索伦王朝的普鲁士国王弗里德里希二世在1740年5月即位，不久就计划对西里西亚出手。弗里德里希二世认为霍亨索伦王朝的主张合理，他从父亲手中继承的普鲁士陆军规模庞大、训练有素，王室财富充足。奥地利陷入财政危机，军队在1737至1739年奥土战争的表现非常欠佳，而且一直没有强化或改革。欧洲战略形势有利于主动进攻奥地利：英国和法国忙于詹金斯的耳朵戰爭，瑞典准备和俄罗斯开战。巴伐利亚选侯与萨克森选侯对奥地利也有领土主张，很可能加入攻势。霍亨索伦王朝的领土主张提供合法战争借口，但现实政治与地缘战略对战争爆发推动更大。
1740年10月，来自哈布斯堡王朝的神圣罗马皇帝卡尔六世驾崩而且未留下男继承人，为勃兰登堡－普鲁士提出领土主张创造机遇。卡尔六世颁布的《1713年国事诏书》规定长女玛丽亚·特蕾西娅即位，他去世后，玛丽亚·特蕾西娅开始统治奥地利、波希米亞王冠領地，还有哈布斯堡君主國境内的匈牙利领土。卡尔六世在世时，各帝国政治体普遍认可《1713年国事诏书》，但他驾崩后普鲁士、巴伐利亚和萨克森马上提出异议。

### 走向战争
弗里德里希二世把女人继承奥地利视为争夺西里西亚的好时机，在1740年写给伏爾泰的信中声称这是“旧政治制度彻底变革的信号”。他宣称西里西亚不是哈布斯堡王朝的世袭领土，而是神圣罗马帝国的私产，所以《1713年国事诏书》不适用。弗里德里希二世还称，父王弗里德里希·威廉一世曾以同意国事诏书为条件，换取奥地利承诺支持霍亨索伦王朝对莱茵兰于利希公国与布热格公国的领土主张，但一直没有落实。
巴伐利亚选侯卡尔·阿尔布雷希特和萨克森选侯弗里德里希·奥古斯特二世均与哈布斯堡王室资深支族、玛丽亚·特蕾西娅的堂姐结婚，利用裙带关系把他们对没有男继承人的哈布斯堡领土主张合理化。统治共主邦聯波兰地区的弗里德里希·奥古斯特二世对掌控西里西亚、将统治的两大领土连成一体特别感兴趣（连成一体后就能基本包围勃兰登堡），所以继承人争议为攻打奥地利创造机遇时，弗里德里希出于担忧没有采取行动。

### 作战和科技手段
欧洲近世战争大量采用火器与传统利器结合。18世纪欧洲陆军以配备滑膛燧发火枪和刺刀的步兵为主，骑兵通常携带军刀和手枪或卡宾枪；轻骑兵大多用于偵察、掩护和战术通信，重骑兵充当战术后备队或部署震慑攻击；滑膛大砲提供火力支援并在攻城戰发挥重要作用。这段时间的战略主要关注关键要塞，以便控制周围的地区和道路，所以武装冲突大多伴随旷日持久的围困战，决定战局的野战极少。不过，腓特烈二世对野战的重视程度远超同时代其他战略家。
西里西亚战争与18世纪欧洲绝大多数战争一样属于所谓的“内阁战争”，各国供养并出动纪律严明的正规军，为主权国家利益而战。侵占敌方领土后通常会定期征税和勒索，但与上个世纪相比，针对平民的大规模暴行极其罕见。军队规模太大，无法单靠觅食和掠夺维持旷日持久的战役需要，故而军事后勤成为决定战果的关键因素。军用物资集中存放并以辎重车队运输分配，但这些车队难以防范敌方突袭。军队在冬天基本无法作战，天气转冷后往往就要安营扎寨，等待回春再继续战斗。

## 第一次西里西亚战争

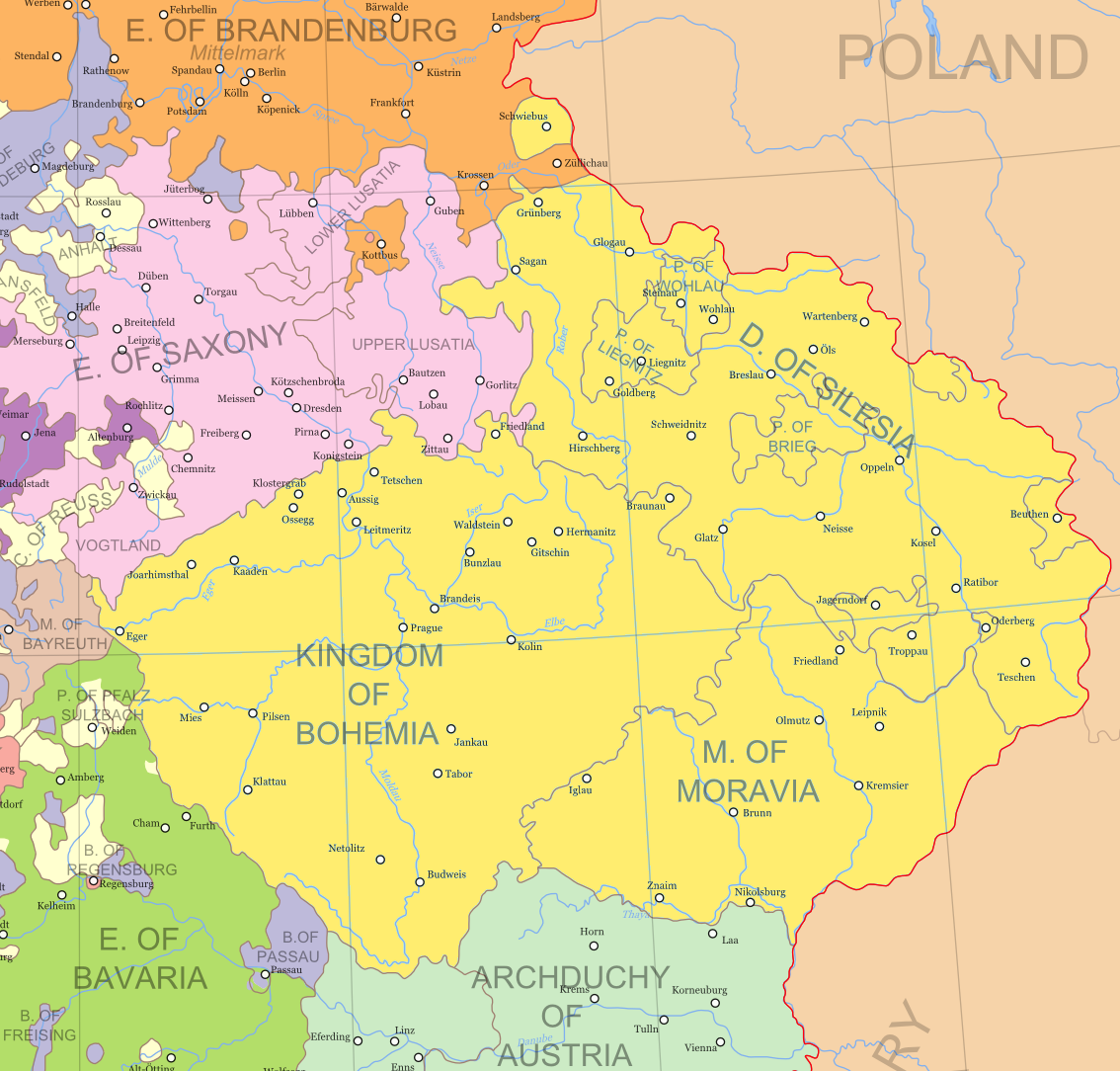
哈布斯堡王朝统治的波希米亚王冠领地，直到1742年大部分西里西亞割让给勃兰登堡－普鲁士

1740年10月20日皇帝卡尔六世驾崩，弗里德里希二世马上决定先下手为强，于11月8日下令动员普鲁士陆军，12月11日向玛丽亚·特蕾西娅发出最後通牒要求割让西里西亚。他承诺只要玛利亚·特蕾西亚同意就不会攻击哈布斯堡王朝，同时愿支付大笔赔偿金，承认《1713年国事诏书》，并在即将到来的御选投票支持玛丽亚·特蕾西娅的丈夫洛林公爵弗朗索瓦·埃蒂安接替已故的皇帝卡尔六世。
弗里德里希二世没有等待答复，12月16日不宣而战挥军攻入防御薄弱的西里西亚，拉开第一次西里西亚战争帷幕。1741年1月底，西里西亚全境基本落入普鲁士掌控，奥地利剩下的据点格洛高、布熱格和尼斯被围。奥军三月下旬为尼斯解围，然后于4月10日与普军主力爆发莫爾維茨會戰，普军胜利后基本控制西里西亚全境。
奥地利在莫尔维茨败北后，其他强权胆气大振，挥军进攻面临围困的大公国，原本的地域冲突扩大，后来发展成奥地利领地继承权战争。巴伐利亚、萨克森、法国、拿坡里和西班牙此后几个月纷纷出击，奥地利多面遇袭，弗里德里希二世开始与玛丽亚·特蕾西娅秘密和谈，英国从中调解。奥地利与普鲁士于10月9日秘密达成停戰協定，奥方承诺割让下西里西亚换取和平。
奥地利腾出手后全力对付其他侵略者，在各线战斗中站稳脚跟。弗里德里希二世担心奥地利不会遵守协议割让西里西亚，决定撕毁停战协议重燃战火，继续向玛丽亚·特蕾西娅施压。1741年12月普军攻入摩拉维亚，27日占领首府奥尔穆兹，围困波希米亚边缘的格拉茨要塞。1742年1月，巴伐利亚选侯卡尔·阿尔布雷希特赢得御选，成为神圣罗马帝国皇帝，是为卡尔七世。同年二月，弗里德里希二世与萨克森和法国联军经摩拉维亚逼近维也纳，但盟国对结盟并联合行动缺乏热忱，在四月放弃行动，普军撤回波希米亚和上西里西亞。
5月17日，奥军反攻部队在波希米亚与弗里德里希二世所部交手打响查图西茨会战，奥军此战失利，短期内无法将敌人赶出波希米亚，在布雷斯劳与普鲁士再度和谈。经英国施压，玛丽亚·特蕾西娅同意向普鲁士割让西里西亚绝大部分地区和波希米亚的格拉茨伯国，奥地利保留波希米亚其他地区，西里西亚最南端的泰申公国，以及雅格恩多夫公国、特罗保公国和尼斯公国部分地区。普鲁士同意承担奥地利用西里西亚资产抵押的债务，承诺今后在奥地利领地继承权战争期间保持中立。1742年6月11日，交战双方达成《布雷斯勞條約》，为第一次西里西亚战争划上句点。7月28日，上述内容经《1742年柏林条约》正式确立。

## 第二次西里西亚战争

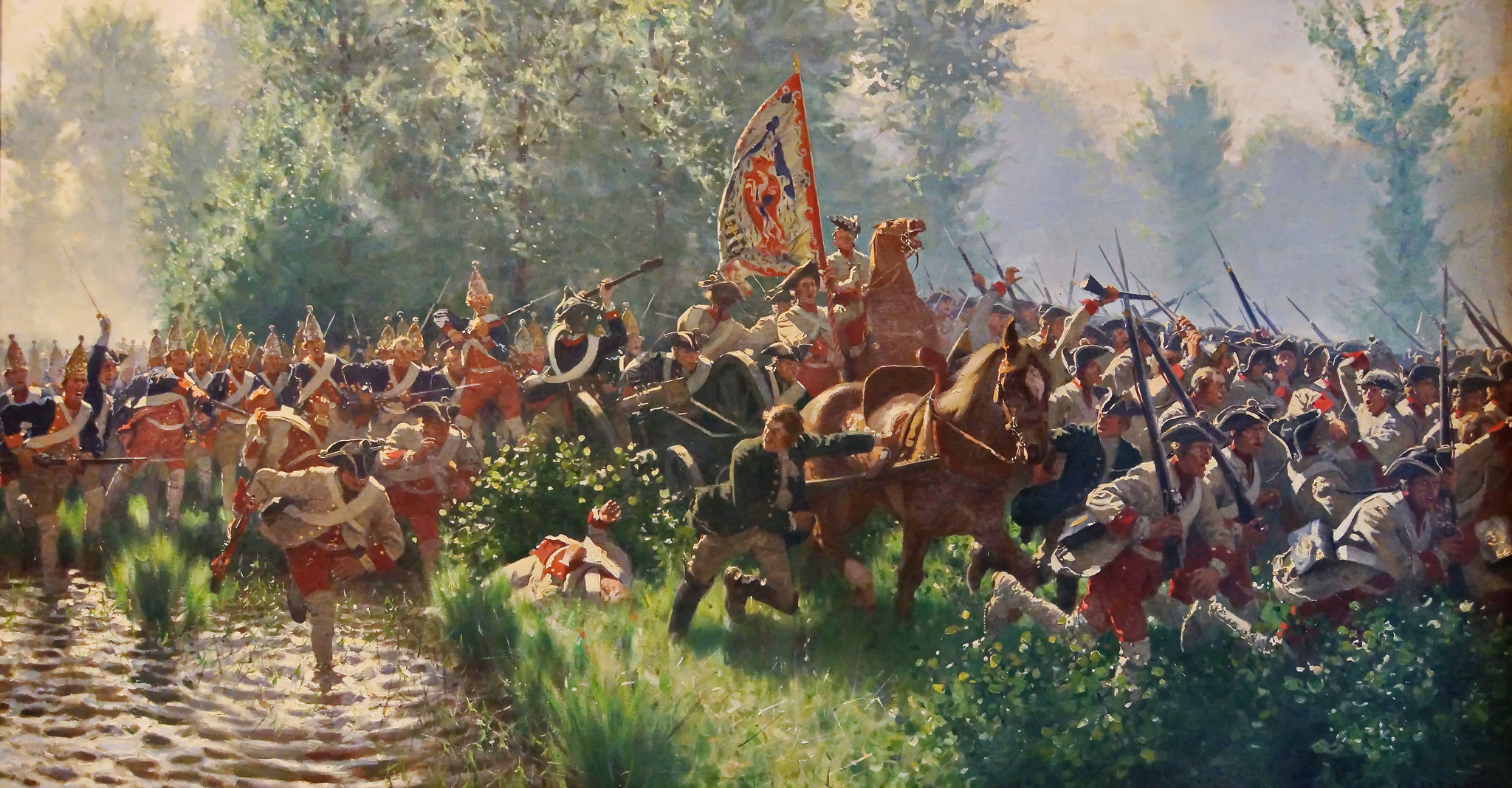
霍恩弗里德贝格战役期间，萨克森军队不敌普鲁士擲彈兵，卡爾·勒希林绘

割地求和后，奥地利腾出手来与英国－汉诺威盟友合作，全面扭转上一年法国和巴伐利亚的优势。1743年中期，奥地利已恢复控制波希米亚，并将法国人赶回阿尔萨斯，还占领巴伐利亚。1743年9月，奥地利、英国和萨伏伊－萨丁尼亚签署《沃尔姆斯条约》组建新联盟。弗里德里希二世担心玛丽亚·特蕾西娅准备在从其他战场腾出手后就会来报割地之仇。1744年8月7日普鲁士宣布要为皇帝卡尔七世再度与奥地利开战，并在8月15日带兵入侵波希米亚，拉开第二次西里西亚战争帷幕。
普军齐集布拉格并于9月16日攻陷该城，促使奥军从法国经巴伐利亚赶回。法军没有按事先承诺的那样干扰奥军调动，奥军全部兵力迅速有序返回波希米亚。弗里德里希二世想迫使对手决战，但奥军司令奥托·费迪南德·冯·特劳恩灵活避开普军攻势，持续干扰对方后勤供应，最后迫使普军放弃波希米亚，在11月月撤回上西里西亞。
奥地利1745年1月8日签署《华沙条约》，与英国–汉诺威、萨克森及荷蘭共和國组成四国同盟。1月20日皇帝卡尔七世驾崩，弗里德里希二世的出兵理由冰消瓦解。奥军1745年3月再攻巴伐利亚，并在4月15日决战中大败法国－巴伐利亚联军，4月22日又接受已故皇帝卡尔七世之子巴伐利亚选侯马克西米利安三世求和，双方签署《菲森条约》。

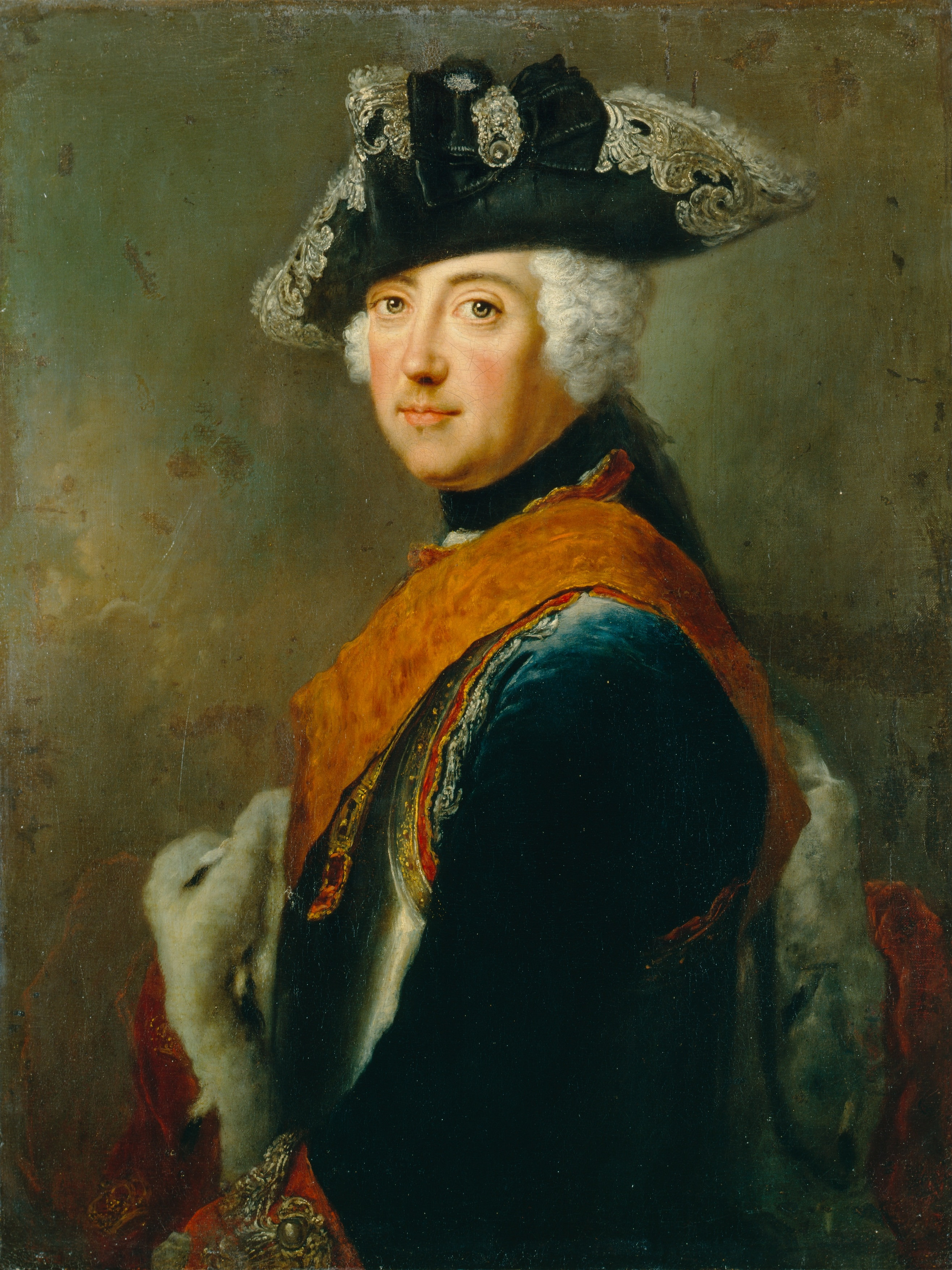
普鲁士国王腓特烈二世，安托万·佩内1745年绘

奥地利打败巴伐利亚后开始进攻西里西亚。奥萨联军五月底跨过克尔科诺谢山进入西里西亚，但在6月4日的霍恩弗里德贝格战役遭弗里德里希二世突袭后惨败，不可能马上收复西里西亚。普军追击撤退的奥萨联军进入波希米亚，双方在易北河隔河对峙。弗里德里希二世提出和平协议，强调普鲁士对西里西亚的主权。此后几个月里玛丽亚·特蕾西娅争取选侯支持，确保丈夫洛林公爵弗朗索瓦·埃蒂安赢得在9月13日法兰克福的御选，当上神圣罗马皇帝，是为弗朗茨一世，实现她在战争中重要目标。
9月29日，奥军以优势兵力突袭弗里德里希二世营地引发索爾戰役，但战斗仍以普军获胜告终。弗里德里希二世所部因补给耗尽撤回上西里西亚过冬。11月上旬，奥地利和萨克森合作攻打勃兰登堡，希望攻占柏林结束战争。11月23日，弗里德里希二世突袭来犯敌军打响亨讷斯多夫之战，以少胜多且大获全胜。安哈尔特-德绍侯爵利奥波德一世11月29日带领普军攻入萨克森西部，并在12月15日的凯撒斯多夫之战歼灭萨军主力，随后占领德累斯顿。
交战各方在德累斯顿迅速达成和平条约，玛丽亚·特蕾西娅承认普鲁士对西里西亚和格拉茨伯国的主权，弗里德里希二世承认弗朗茨一世担任神圣罗马皇帝，同意在今后的奥地利领地继承权战争期间保持中立。身为奥地利的盟友，萨克森被迫向普鲁士赔偿一百万利克斯银圆，边界按战前状态恢复，这也是普鲁士的主要目标。各方1745年12月25日签署《德累斯顿条约》，第二次西里西亚战争结束。

## 战间期
第二次西里西亚战争过去两年后，奧地利王位繼承戰爭随各方签署《1748年亚琛条约》结束。玛丽亚·特蕾西娅依然有心收复失地，拒绝让神圣罗马帝国承认普鲁士拥有西里西亚主权。弗里德里希二世还以颜色，拒绝承认玛丽亚·特蕾西娅凭《1713年国事诏书》统治波希米亚的合法地位。西里西亚之争仍然暗流汹涌，双方和平时期都在养精蓄锐，准备重燃战火。
普鲁士在西里西亚战略要地修建或扩建防御工事，用重炮装备炮兵部队。王室建立普鲁士第一间中央银行，和平时期不断积累财富准备战争。弗里德里希二世维持与法国同盟的同时又缓和与汉诺威选侯国的关系，该选侯国属英王乔治二世统治的共主邦聯，希望借此缓和与英国的关系。弗里德里希二世还尽量避免招惹俄罗斯，希望维持势力均衡，把奥地利的威胁限制在可控范围。
玛丽亚·特蕾西娅在《德累斯顿条约》后对奥地利军政体系开展“特蕾西娅改革”，彻底改变传统外交政策。大臣弗里德里希·威廉·冯·豪格维茨在她治下推动税制大改，为大幅扩充奥地利野战军提供资金。利奧波德·約瑟夫·馮·道恩陆军元帅借鉴普鲁士经验把陆军装备标准化、培训专业化。1746年，玛丽亚·特蕾西娅与俄罗斯女皇伊丽莎白达成防御协定共同对抗普鲁士。1753年，外交大臣文策尔·安东·冯·考尼茨开始缓和长期敌对的奥法关系。普鲁士与英国在威斯敏斯特会议达成协议，普鲁士承诺在法国攻打汉诺威时出手抵抗，英国退出与奥同盟。法王路易十五对弗里德里希二世与乔治二世一个鼻孔出气非常不满，接受玛丽亚·特蕾西娅邀请组建法国－奥地利同盟，并在1756年5月的《第一次凡尔赛条约》正式落实。这一系列政治转变史称“外交革命”。

## 第三次西里西亚战争

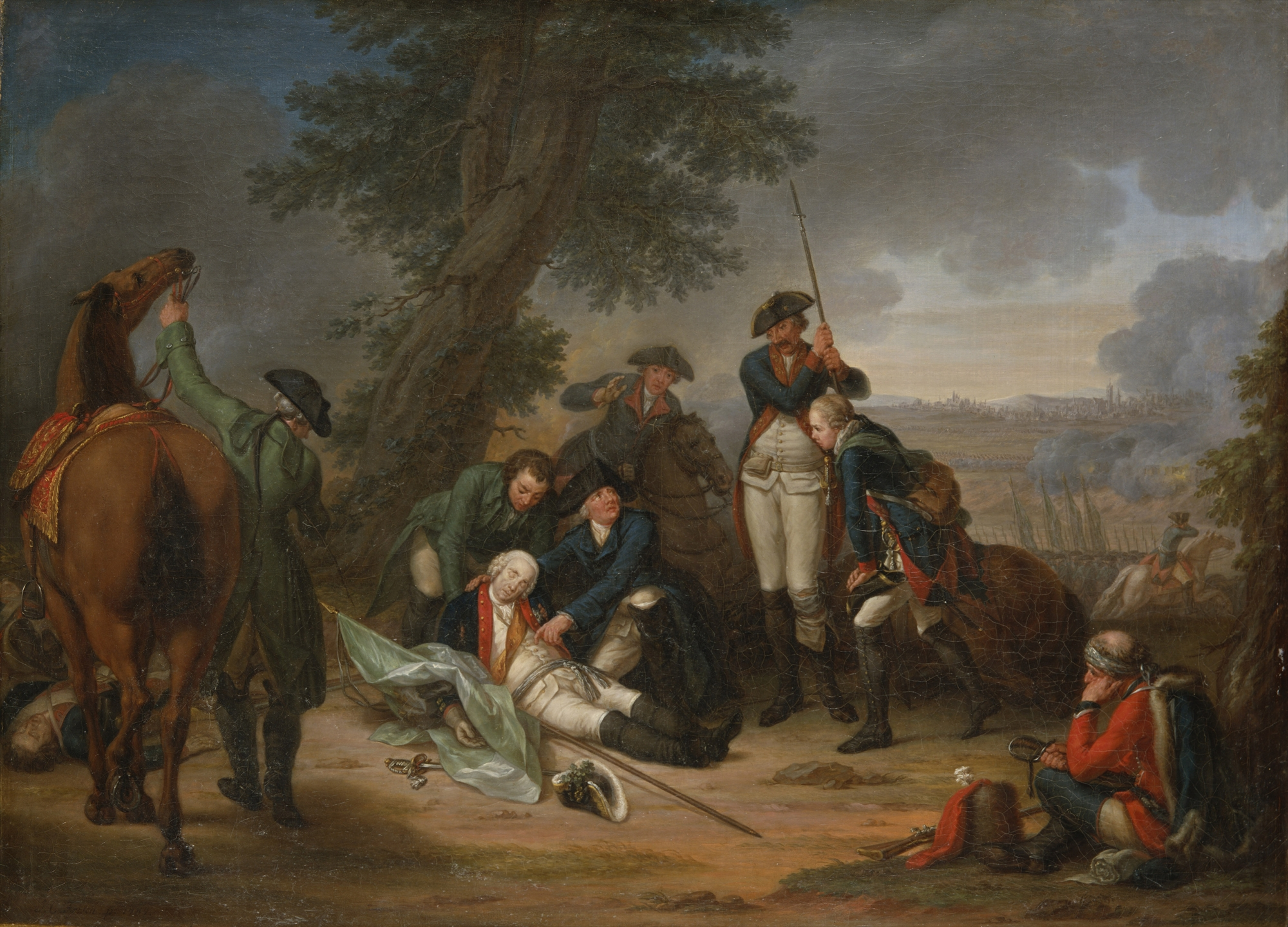
普鲁士陆军元帅库尔特·冯·施威林在布拉格戰役伤重不治，约翰·克里斯托夫·弗里施绘

奥地利、法国与俄罗斯组成新反普联盟，弗里德里希二世确信敌军会在1757年初来袭，决心再度先发制人。1756年8月29日，他抢先攻打邻国萨克森，打响第三次西里西亚战争。普奥两国盟友纷纷投入战争，冲突范围迅速扩张，发展成七年战争的欧洲戰區。普军1756年9月就占领萨克森，随后对波希米亚发起大规模攻势，连战连胜并在1757年4月下旬进军布拉格。普奥两军在5月打响双方伤亡惨重的布拉格戰役，普军将奥军逼入布拉格要塞并开始围城。6月18日，奥军反攻在科林戰役达到高潮并大获全胜，丢盔弃甲的普军全面撤出波希米亚。俄罗斯和瑞典分别从东面和北面入侵普鲁士，分散普军兵力。俄军攻入東普魯士并在8月30日赢得大耶格尔斯多夫战役，但因后勤不利无法扩大战果。
1757年下半年，神圣罗马帝国与法国联军从西面进攻，准备收复萨克森，但却在11月5日的罗斯巴赫会战遭遇重挫，普军以损失不到千人为代价歼灭近万敌军。此战确保普鲁士继续控制萨克森，法国继续投身西里西亚战争的意愿大减。奥军攻入西里西亚后一度进展顺利，但又在12月5日洛伊滕會戰被数量远远不及的普军击溃，奥军兵败如山倒逃回波希米亚，西里西亚绝大部分地区重归普鲁士控制。普鲁士－汉诺威联军在冬季反复进攻，最后把法军赶出汉诺威和西法倫，法军一直逃到莱茵河对岸，至此普鲁士西线无忧。

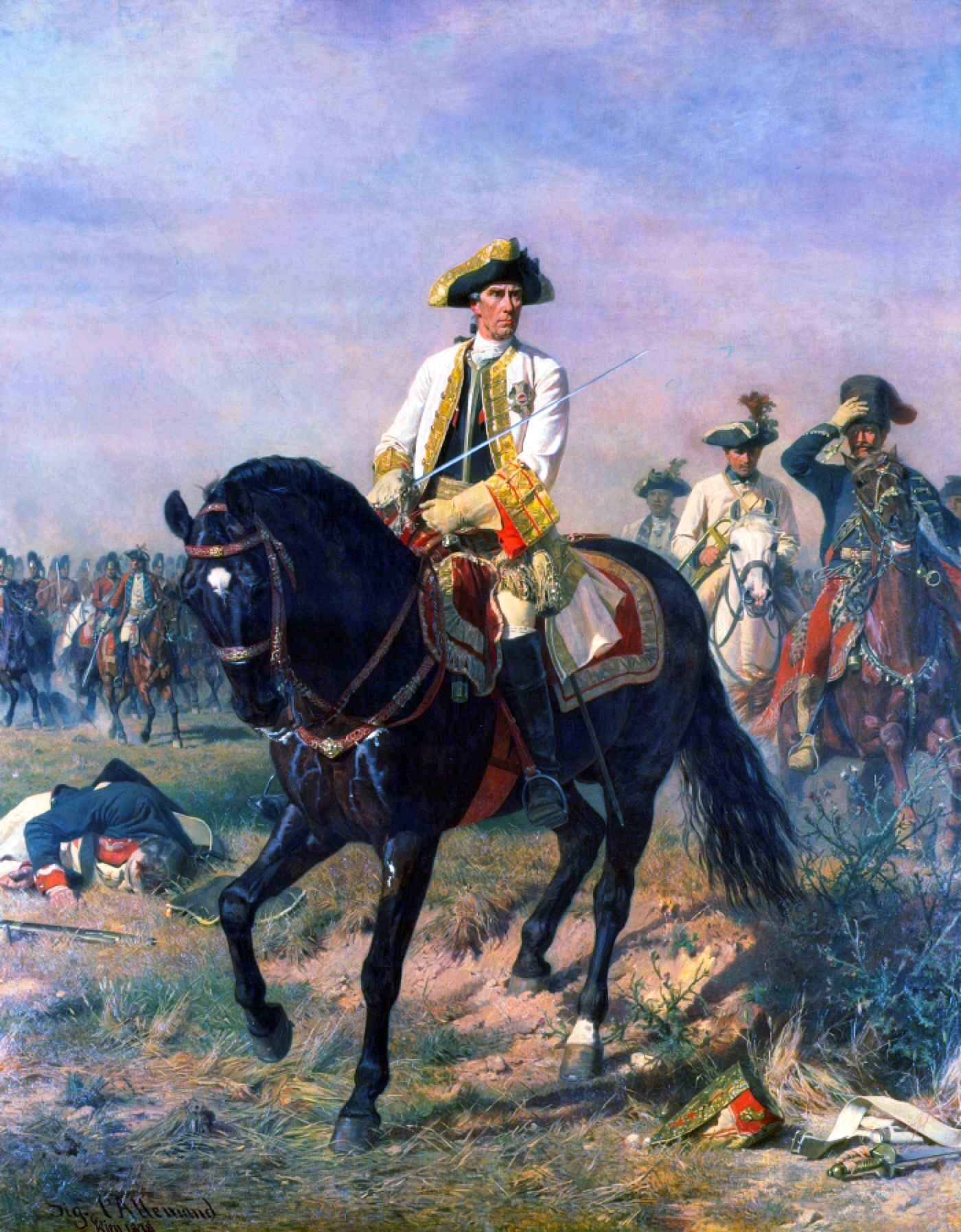
奥军指挥官恩斯特·冯·劳登视察庫勒斯道夫戰役战场，奥军与俄军一起在此击败普军，西格蒙德·阿勒曼德绘

1758年中期，普军入侵摩拉维亚并在5月20日包围奥尔穆兹，但因城防稳固久久不能攻下，六月下旬普军补给耗尽。6月30日，奥军在多姆斯塔之战拦截并摧毁大量普军补给，普军被迫中断包围撤回上西里西亚。东普鲁士的俄军威胁勃兰登堡，于8月25日在曹恩道夫戰役与普军主力决战，双方伤亡都很惨重。奥军攻入萨克森并在10月14日的霍赫基希战役大胜，但战局缺乏进展。
1759年，奥俄联军攻入勃兰登堡东部并在8月12日的庫勒斯道夫戰役大破弗里德里希二世所部，但却没有追击，也没攻占柏林结束战争。弗里德里希二世满以为战争将就此以惨败收场，但反普联军的内部冲突和领导层犹豫不决给予普鲁士喘息之机，弗里德里希二世事后为此次转机冠名“勃蘭登堡王室的奇蹟”。此后几个月奥地利占领德累斯顿和大部分萨克森领土，萨克森境内间断爆发小规模冲突并持续到第二年。
1760年，奥军攻入下西里西亚，普奥两军持续机动，直到8月15日打响利格尼茨之战，普军取胜并打乱奥军调动，下西里西亚又落入普鲁士之手。1760年下旬俄奥联军短暂占领柏林，普奥两军主力都在11月3日的托爾高戰役伤亡惨重，普鲁士最终控制战场并宣称胜利。1761年，普奥双方都已筋疲力尽，基本没有交手，但俄军在普鲁士波美拉尼亚省和勃兰登堡东部的攻势有望在来年打破实力平衡，彻底打垮普鲁士。
1762年1月，俄罗斯女皇伊莉莎白驾崩，她的外甥即位的俄罗斯皇帝彼得三世非常崇拜弗里德里希二世，他登基后马上抛弃盟友奥地利，下令俄军撤出柏林和波美拉尼亚，并在五月与普鲁士签署《圣彼得堡条约》正式终止敌对，还促使瑞典和普鲁士签署《汉堡条约》停战。彼得三世的妻子叶卡捷琳娜皇后在六月底发动政变废黜丈夫，随后撤销俄普同盟，但召回军队后没有重新投入战场援助奥地利，此时普鲁士已经起死回生，战场局势转为有利。交战各方均已无力继续战斗，于1762年末开始谈判结束七年战争。谈判各方最后同意恢复战争前的领土划分，奥地利正式放弃对西里西亚的领土主张，普鲁士承诺支持玛丽亚·特蕾西娅之子约瑟夫大公担任神圣罗马皇帝。1763年，交战各方签署《胡贝图斯堡条约》，结束第三次西里西亚战争。

## 结果

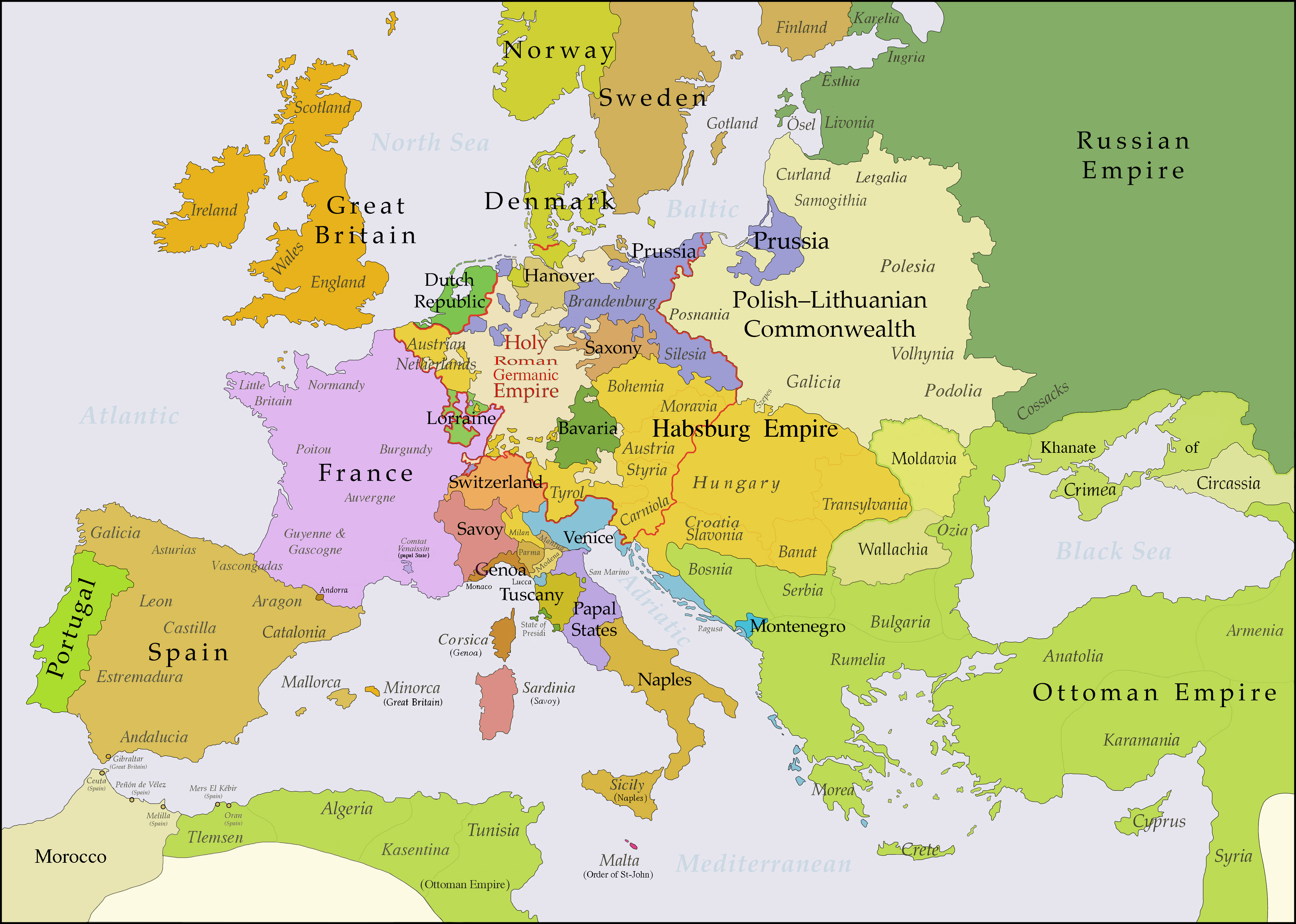
1763年第三次西里西亚战争结束后的欧洲版图，西里西亚归普鲁士所有

历史学家普遍认为三次西里西亚战争都以普鲁士获胜告终。普鲁士先在第一次战争夺得哈布斯堡君主国长期占有的领土，奥地利经过第二和第三次战争都只能恢复战前边境，无法收复失地，最后只能放弃。三场战争对欧洲外交体系影响很大，奥地利－普鲁士对抗愈加不可调和，改变此后一个多世纪的日耳曼政治走向，最后在1866年的普奥战争达到高潮。

### 普鲁士
普鲁士出人意料地战胜哈布斯堡君主国，从巴伐利亚与萨克森等日耳曼竞争对手中脱颖而出，成长为欧洲新大国，还是日耳曼占领先地位的新教国家。普鲁士领土扩大约3.5万平方公里，臣民增加近百万。这些土地这里人口稠密、工业发达，能为普鲁士提供大量人力和税收。西里西亚令普鲁士的地缘战略地位足以威胁萨克森和奧地利，而且防范波兰围剿的实力大增。弗里德里希二世的军事才能赢得普遍认可，此后人称腓特烈大帝。他的个人威望大振，虽然伊丽莎白驾崩导致俄罗斯逆转立场和英国的财政支持对战争走向影响极大，但后人很快就把这些客观因素抛诸脑后，只记得腓特烈大帝英明神武的作战指挥能力。他领导狭小的鲁普士打败庞然大物哈布斯堡君主国，先后与奥地利、俄罗斯、瑞典、英国、法国交手并保住地位和领土，在当代史学家看来堪称奇迹。
历史学家认为三次西里西亚战争是普鲁士崛起的关键，但该国经济和人口无疑受到重创，腓特烈大帝后来大部分统治时间用于重建和恢复。为恢复人口，他继续推行父辈政策，鼓励天主教地区的新教难民迁居普鲁士。应对战争反复贬值货币导致严重的通货膨胀，普鲁士和萨克森经济大动荡。战后该国利用军用粮库和消费税稳定粮价、缓解粮食短缺。普鲁士还建立初步社会福利体制，救助贫民和曾投身西里西亚战争的伤残军人。
普鲁士军队在本次战争中伤亡惨重，军官基本损失殆尽，战后该国无论财政还是人力都不足以把军队恢复到战前标准。腓特烈大帝在1778至1779年的巴伐利亚爵位继承战争中亲自率领普鲁士军队出击，但部队表现不佳，在1792至1795年的法国大革命战争也没有改善。1806年，拿破仑一世在耶拿會戰大破普军，促使普鲁士彻底改革军队，军事实力此后才逐渐回升。

### 奥地利
哈布斯堡君主国战败后丧失最富裕的省份，战场上面对日耳曼小国一败再败更是严重打击国家声望。普鲁士的一流大国地位稳固，国王和军队威望持续增强，长期威胁奥地利在日耳曼的霸权地位。不过，弗里德里希二世同意在御选中支持玛丽亚·特蕾西娅的丈夫和儿子，等于承认哈布斯堡君主国继续在神圣罗马帝国保持优势地位，只不过这还远远没有达到奥地利对这场战争的期望。前两次西里西亚战争败给实际远不及的对手，促使哈布斯堡君主国全面改革军政制度，并以“外交革命”彻底改变传统外交政策。
第三次西里西亚战争失望收场后，第二波“特蕾西娅改革”接踵而至。1761年，哈布斯堡君主国设立新的集权行政和决策机构，简化以往混乱的行政流程。18世纪60至70年代，该国积极改善税收征管，特别是在伦巴第和奥属尼德兰，国家税收大幅增长。为统一各地法律体制，皇室于1766年颁布《特蕾西娅法典》，是该国史上首部通用法典。为提升农民税收，玛丽亚·特蕾西娅在1771至1778年发布众多皇家法令，限制在日耳曼或波希米亚领土强迫农民劳动之举，她的儿子在1781年更进一步，发布《农奴制法令》。哈布斯堡君主国还实施小学义务教育，建立世俗公立学校体系。哈布斯堡君主国痛定思痛，在上后半个世界从多个方向走向现代化，最后在18世纪80年代的“约瑟夫主义”时期达到高潮。

## 脚注
1. 1 2 3 4  Fraser 2000，第70–71頁.
2. 1 2  Browning 2005，第527頁.
3. ↑  Carlyle 1858e，第282–286頁.
4. ↑  Hirsch 1881，第175頁.
5. ↑  Hirsch 1881，第176頁.
6. ↑  Carlyle 1858c，第339–342頁.
7. ↑  Carlyle 1858d，第357–358頁.
8. 1 2  Carlyle 1858f，第364–367頁.
9. ↑  Anderson 1995，第59頁.
10. 1 2  Fraser 2000，第69頁.
11. 1 2  Clark 2006，第190頁.
12. ↑  Anderson 1995，第61–62頁.
13. ↑  Anderson 1995，第80頁.
14. ↑  Clark 2006，第192–193頁.
15. ↑  Asprey 1986，第24頁.
16. ↑  Clifford 1914，第3100頁.
17. ↑  Fraser 2000，第70頁.
18. ↑  Clark 2006，第191頁.
19. 1 2  Black 1994，第38–52頁.
20. ↑  Black 1994，第67–80頁.
21. ↑  Clark 2006，第209頁.
22. ↑  Creveld 1977，第26–28頁.
23. 1 2 3  Clark 2006，第183頁.
24. ↑  Anderson 1995，第69頁.
25. ↑  Luvaas 2009，第3頁.
26. ↑  Fraser 2000，第89–93頁.
27. ↑  Clark 2006，第193–194頁.
28. ↑  Black 2002，第102–103頁.
29. 1 2  Holborn 1982，第213頁.
30. 1 2  Carlyle 1862f，第513–519頁.
31. ↑  Fraser 2000，第106頁.
32. ↑  Carlyle 1862h，第547–549頁.
33. ↑  Luvaas 2009，第4頁.
34. ↑  Carlyle 1862j，第574–579頁.
35. ↑  Fraser 2000，第121頁.
36. ↑  Carlyle 1862k，第581–586頁.
37. ↑  Clifford 1914，第3103頁.
38. ↑  Carlyle 1862b，第725–729頁.
39. 1 2  Carlyle 1864a，第16–27頁.
40. ↑  Holborn 1982，第215頁.
41. 1 2  Carlyle 1864d，第61–62, 79–80頁.
42. ↑  Carlyle 1864e，第88–90, 96–97頁.
43. 1 2 3  Holborn 1982，第216頁.
44. ↑  Carlyle 1864f，第142–143頁.
45. 1 2 3  Showalter 2012，第84–88頁.
46. ↑  Carlyle 1864l，第153–156頁.
47. 1 2 3  Clifford 1914，第3105頁.
48. ↑  Carlyle 1864g，第188頁.
49. ↑  Fraser 2000，第194頁.
50. ↑  Carlyle 1864j，第220–221頁.
51. ↑  Fraser 2000，第196頁.
52. ↑  Fraser 2000，第202頁.
53. ↑  Fraser 2000，第204頁.
54. ↑  Fraser 2000，第212頁.
55. ↑  Fraser 2000，第229頁.
56. ↑  Fraser 2000，第282頁.
57. ↑  Wilson 2016，第478–479頁.
58. ↑  Ingrao 1994，第179–180頁.
59. ↑  Ingrao 1994，第184–185頁.
60. ↑  Shennan 2005，第49頁.
61. ↑  Clark 2006，第197–198頁.
62. ↑  Horn 1957，第449–464頁.
63. ↑  Black 1990，第301–323頁.
64. ↑  Fraser 2000，第310頁.
65. ↑  Clark 2006，第198–199頁.
66. ↑  Luvaas 2009，第6頁.
67. ↑  Asprey 1986，第460頁.
68. ↑  Marston 2001，第22頁.
69. ↑  Asprey 1986，第469–472頁.
70. ↑  Clark 2006，第254–255頁.
71. ↑  Fraser 2000，第370–373頁.
72. ↑  Redman 2014，第161–167頁.
73. ↑  Asprey 1986，第486頁.
74. ↑  Fraser 2000，第381–384頁.
75. ↑  Szabo 2008，第148–155頁.
76. ↑  Asprey 1986，第494–499頁.
77. ↑  Asprey 1986，第501–506頁.
78. ↑  Showalter 2012，第250頁.
79. ↑  Fraser 2000，第419–421頁.
80. ↑  Fraser 2000，第421–422頁.
81. ↑  Carlyle 1865a，第615頁.
82. ↑  Carlyle 1865d，第60–77頁.
83. ↑  Szabo 2008，第293頁.
84. ↑  Duffy 1974，第196頁.
85. ↑  Stone 2006，第75頁.
86. ↑  Clark 2006，第204–205頁.
87. 1 2  Schweizer 1989，第250頁.
88. ↑  Carlyle 1865g，第329–332頁.
89. ↑  Browning 2005，第530頁.
90. ↑  Browning 2005，第521頁.
91. 1 2  Clark 2006，第196頁.
92. ↑  Clark 2006，第215–219頁.
93. ↑  Hochedlinger 2003，第252頁.
94. ↑  Clark 2006，第192頁.
95. ↑  Fraser 2000，第130–131頁.
96. ↑  Carlyle 1864k，第239頁.
97. ↑  Marston 2001，第90頁.
98. ↑  Clark 2006，第200頁.
99. 1 2  Clark 2006，第212–214頁.
100. ↑  Redman 2014，第425頁.
101. ↑  Clark 2006，第210–213頁.
102. ↑  Clark 2006，第313頁.
103. ↑  Fraser 2000，第135頁.
104. ↑  Clark 2006，第216頁.
105. ↑  Hochedlinger 2003，第346頁.
106. ↑  Clark 2006，第212頁.
107. ↑  Ingrao 1994，第198–200頁.
108. ↑  Vocelka 2000，第157–158頁.
109. ↑  Ingrao 1994，第208–210頁.
110. ↑  Ingrao 1994，第210–212頁.
111. ↑  Hochedlinger 2003，第267頁.